# Leichtathletik-Weltmeisterschaften 1983/200 m der Frauen

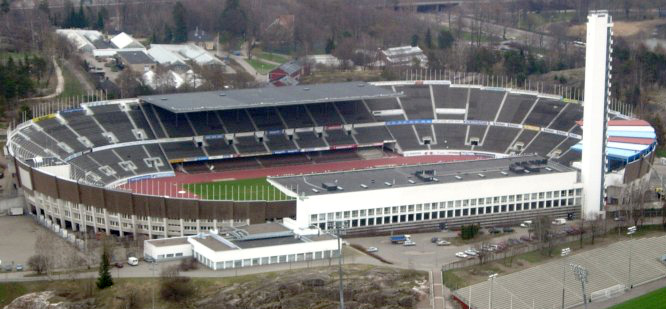
Das Olympiastadion in Helsinki

Der 200-Meter-Lauf der Frauen bei den Leichtathletik-Weltmeisterschaften 1983 fand am 12., 13. und 14. August 1983 in Helsinki, Finnland, statt.
44 Sprinterinnen aus 37 Ländern haben an den Wettbewerb teilgenommen. Die Goldmedaille gewann die Doppelolympiasiegerin (1976/1980) und Doppeleuropameisterin (1978/1982) über 400 Meter Marita Koch aus der DDR mit 22,13 s, die auch mit der 4-mal-400-Meter-Staffel der DDR 1980 Olympiazweite sowie zweifache Europameisterin (1978/1982) war und hier mit ihrer 4-mal-100-Meter-Staffel ebenfalls Weltmeisterin sowie über 100 Meter Vizeweltmeisterin wurde. Silber ging an die jamaikanische Olympiadritte von 1980 Merlene Ottey mit 22,19 s, und die Bronzemedaille gewann die britische Vizeeuropameisterin von 1982 Kathy Cook mit 22,37 s.

## Rekorde
Vor dem Wettbewerb galten folgende Rekorde:
| Weltrekord               | Marita Koch                                                                 | 21,71 s                                                                     | Karl-Marx-Stadt (heute Chemnitz), DDR (heute Deutschland)                   | 10. Juni 1979                                                               |
| Weltmeisterschaftsrekord | Es gab noch keine WM-Rekorde, die Veranstaltung wurde erstmals ausgetragen. | Es gab noch keine WM-Rekorde, die Veranstaltung wurde erstmals ausgetragen. | Es gab noch keine WM-Rekorde, die Veranstaltung wurde erstmals ausgetragen. | Es gab noch keine WM-Rekorde, die Veranstaltung wurde erstmals ausgetragen. |

Der WM-Rekord wurde nach und nach auf zuletzt 22,13 s gesteigert (Marita Koch, DDR, im Finale am 14. August 1983).

## Vorläufe
12. August 1983
Aus den sechs Vorläufen qualifizierten sich die jeweils vier Ersten jedes Laufes – hellblau unterlegt – und zusätzlich die acht Zeitschnellsten – hellgrün unterlegt – für das Viertelfinale.

### Lauf 1
Wind: ±0,0 m/s
| Platz | Athletin              | Land                            | Zeit (s) |
| ----- | --------------------- | ------------------------------- | -------- |
| 1     | Joan Baptiste         | Vereinigtes Königreich          | 23,34 CR |
| 2     | Marita Koch           | Deutsche Demokratische Republik | 23,59    |
| 3     | Liliane Gaschet       | Frankreich                      | 23,60    |
| 4     | Lydia De Vega-Mercado | Philippinen                     | 24,45    |
| 5     | Felicite Bada         | Benin                           | 26,98    |
| 6     | Marjorie Gentle       | Belize                          | 27,90    |
| 7     | Annah Mathunjwa       | Swasiland                       | 29,38    |

### Lauf 2
Wind: +1,3 m/s
| Platz | Athletin               | Land                     | Zeit (s) |
| ----- | ---------------------- | ------------------------ | -------- |
| 1     | Florence Griffith      | Vereinigte Staaten       | 23,05 CR |
| 2     | Marie-Christine Cazier | Frankreich               | 23,55    |
| 3     | Angela Bailey          | Kanada                   | 23,93    |
| 4     | Ruperta Charles        | Antigua und Barbuda      | 24,11    |
| 5     | Koumba Kante           | Guinea                   | 27,86    |
| 6     | Rose Phillips-King     | Britische Jungferninseln | 28,50    |
|       | Amie Ndow              | Gambia                   | DSQ      |

### Lauf 3
Wind: +2,5 m/s
| Platz | Athletin            | Land                           | Zeit (s) |
| ----- | ------------------- | ------------------------------ | -------- |
| 1     | Kathy Cook          | Vereinigtes Königreich         | 23,20    |
| 2     | Marisa Masullo      | Italien                        | 23,37    |
| 3     | Nadeschda Georgiewa | Bulgarien                      | 23,53    |
| 4     | Štepánka Sokolová   | Tschechoslowakei               | 23,82    |
| 5     | Rufina Ubah         | Nigeria                        | 24,12    |
| 6     | Margarita Grun      | Uruguay                        | 24,84    |
| 7     | Sandra Liburd       | St. Christopher-Nevis-Anguilla | 26,13    |
| 8     | Cornelia Baptiste   | St. Lucia                      | 26,29    |

### Lauf 4
Wind: −0,7 m/s
| Platz | Athletin         | Land                     | Zeit (s) |
| ----- | ---------------- | ------------------------ | -------- |
| 1     | Grace Jackson    | Jamaika                  | 23,09    |
| 2     | Ewa Kasprzyk     | Polen                    | 23,21    |
| 3     | Anelija Nunewa   | Bulgarien                | 23,31    |
| 4     | Ute Thimm        | BR Deutschland           | 23,56    |
| 5     | Sandra Whittaker | Vereinigtes Königreich   | 23,63    |
| 6     | Mo Myong-hee     | Südkorea                 | 24,63    |
| 7     | Evelyne Farrell  | Niederländische Antillen | 25,52    |
| 8     | Florence Gaza    | Salomonen                | 30,43    |

### Lauf 5
Wind: −1,9 m/s
| Platz | Athletin            | Land            | Zeit (s) |
| ----- | ------------------- | --------------- | -------- |
| 1     | Merlene Ottey       | Jamaika         | 23,23    |
| 2     | Irina Olchownikowa  | Sowjetunion     | 23,65    |
| 3     | Helinä Marjamaa     | Finnland        | 23,82    |
| 4     | Dorthe A. Rasmussen | Dänemark        | 23,84    |
| 5     | Lena Möller         | Schweden        | 23,99    |
| 6     | Elanga Buala        | Papua-Neuguinea | 25,59    |
| 7     | Judith Nimpaye      | Burundi         | 30,25    |

### Lauf 6
Wind: +1,9 m/s
| Platz | Athletin           | Land               | Zeit (s) |
| ----- | ------------------ | ------------------ | -------- |
| 1     | Randy Givens       | Vereinigte Staaten | 23,01 CR |
| 2     | Jelena Winogradowa | Sowjetunion        | 23,37    |
| 3     | Denise Boyd        | Australien         | 23,38    |
| 4     | Pauline Davis      | Bahamas            | 23,57    |
| 5     | Mary Mensah        | Ghana              | 24,91    |
| 6     | Marisol Garcia     | Nicaragua          | 25,92    |
| 7     | Marie-Ange Wirtz   | Seychellen         | 26,13    |

## Viertelfinale
12. August 1983
Aus den vier Viertelfinalläufen qualifizierten sich die jeweils vier Ersten jedes Laufes – hellblau unterlegt – für das Halbfinale.

### Lauf 1
Wind: +1,3 m/s
| Platz | Athletin              | Land           | Zeit (s) |
| ----- | --------------------- | -------------- | -------- |
| 1     | Grace Jackson         | Jamaika        | 23,06    |
| 2     | Anelija Nunewa        | Bulgarien      | 23,22    |
| 3     | Denise Boyd           | Australien     | 23,28    |
| 4     | Irina Olchownikowa    | Sowjetunion    | 23,48    |
| 5     | Dorthe A. Rasmussen   | Dänemark       | 23,61    |
| 6     | Ute Thimm             | BR Deutschland | 23,68    |
| 7     | Lydia De Vega-Mercado | Philippinen    | 24,16    |
|       | Mary Mensah           | Ghana          | DNS      |

### Lauf 2
Wind: +1,4 m/s
| Platz | Athletin               | Land                   | Zeit (s) |
| ----- | ---------------------- | ---------------------- | -------- |
| 1     | Kathy Cook             | Vereinigtes Königreich | 22,78 CR |
| 2     | Ewa Kasprzyk           | Polen                  | 22,93    |
| 3     | Helinä Marjamaa        | Finnland               | 23,11    |
| 4     | Nadeschda Georgiewa    | Bulgarien              | 23,14    |
| 5     | Marie-Christine Cazier | Frankreich             | 23,30    |
| 6     | Štepánka Sokolová      | Tschechoslowakei       | 23,75    |
| 7     | Margarita Grun         | Uruguay                | 24,59    |
| 8     | Mo Myong-hee           | Südkorea               | 24,74    |

### Lauf 3
Wind: −0,3 m/s
| Platz | Athletin               | Land                     | Zeit (s) |
| ----- | ---------------------- | ------------------------ | -------- |
| 1     | Merlene Ottey          | Jamaika                  | 22,38 CR |
| 2     | Florence Griffith      | Vereinigte Staaten       | 22,55    |
| 3     | Angela Bailey          | Kanada                   | 23,25    |
| 4     | Marisa Masullo         | Italien                  | 23,58    |
| 5     | Sandra Whittaker       | Vereinigtes Königreich   | 23,58    |
| 6     | Pauline Davis-Thompson | Bahamas                  | 23,64    |
| 7     | Rufina Ubah            | Nigeria                  | 24,72    |
|       | Evelyne Farrell        | Niederländische Antillen | DNS      |

### Lauf 4
Wind: +1,2 m/s
| Platz | Athletin           | Land                            | Zeit (s) |
| ----- | ------------------ | ------------------------------- | -------- |
| 1     | Marita Koch        | Deutsche Demokratische Republik | 23,03    |
| 2     | Joan Baptiste      | Vereinigtes Königreich          | 23,29    |
| 3     | Liliane Gaschet    | Frankreich                      | 23,38    |
| 4     | Randy Givens       | Vereinigte Staaten              | 23,43    |
| 5     | Lena Möller        | Schweden                        | 23,56    |
| 6     | Jelena Winogradowa | Sowjetunion                     | 23,60    |
| 7     | Ruperta Charles    | Antigua und Barbuda             | 24,09    |
|       | Elanga Buala       | Papua-Neuguinea                 | DNS      |

## Halbfinale
13. August 1983
Aus den zwei Halbfinalläufen qualifizierten sich die jeweils vier Ersten jedes Laufes – hellblau unterlegt – für das Finale.

### Lauf 1
Wind: +2,1 m/s
| Platz | Athletin           | Land                   | Zeit (s) |
| ----- | ------------------ | ---------------------- | -------- |
| 1     | Florence Griffith  | Vereinigte Staaten     | 22,41    |
| 2     | Kathy Cook         | Vereinigtes Königreich | 22,57    |
| 3     | Anelija Nunewa     | Bulgarien              | 22,62    |
| 4     | Grace Jackson      | Jamaika                | 22,76    |
| 5     | Helinä Marjamaa    | Finnland               | 22,86    |
| 6     | Denise Boyd        | Australien             | 23,26    |
| 7     | Marisa Masullo     | Italien                | 23,36    |
| 8     | Irina Olchownikowa | Sowjetunion            | 23,38    |

### Lauf 2
Wind: +0,4 m/s
| Platz | Athletin            | Land                            | Zeit (s) |
| ----- | ------------------- | ------------------------------- | -------- |
| 1     | Marita Koch         | Deutsche Demokratische Republik | 22,67    |
| 2     | Merlene Ottey       | Jamaika                         | 22,68    |
| 3     | Angela Bailey       | Kanada                          | 22,82    |
| 4     | Ewa Kasprzyk        | Polen                           | 23,02    |
| 5     | Joan Baptiste       | Vereinigtes Königreich          | 23,24    |
| 6     | Nadeschda Georgiewa | Bulgarien                       | 23,26    |
| 7     | Randy Givens        | Vereinigte Staaten              | 23,34    |
| 8     | Liliane Gaschet     | Frankreich                      | 23,37    |

## Finale

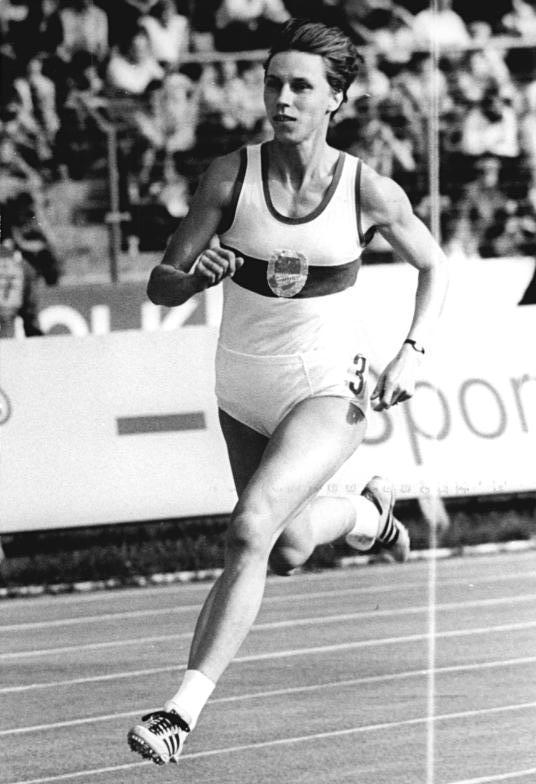
Weltmeisterin Marita Koch, Doppelolympiasiegerin (1976/1980) und Doppeleuropameisterin (1978/1982) über 400 Meter, hier mit ihrer Sprintstaffel ebenfalls Weltmeisterin sowie über 100 Meter Vizeweltmeisterin

14. August 1983
Wind: −2,4 m/s
| Platz | Athletin          | Land                            | Zeit (s) |
| ----- | ----------------- | ------------------------------- | -------- |
|       | Marita Koch       | Deutsche Demokratische Republik | 22,13 CR |
|       | Merlene Ottey     | Jamaika                         | 22,19    |
|       | Kathy Cook        | Vereinigtes Königreich          | 22,37    |
| 4     | Florence Griffith | Vereinigte Staaten              | 22,46    |
| 5     | Grace Jackson     | Jamaika                         | 22,63    |
| 6     | Anelija Nunewa    | Bulgarien                       | 22,68    |
| 7     | Angela Bailey     | Kanada                          | 22,93    |
| 8     | Ewa Kasprzyk      | Polen                           | 23,03    |

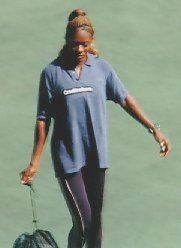
Vizeweltmeisterin Merlene Ottey, 1980 Olympiadritte
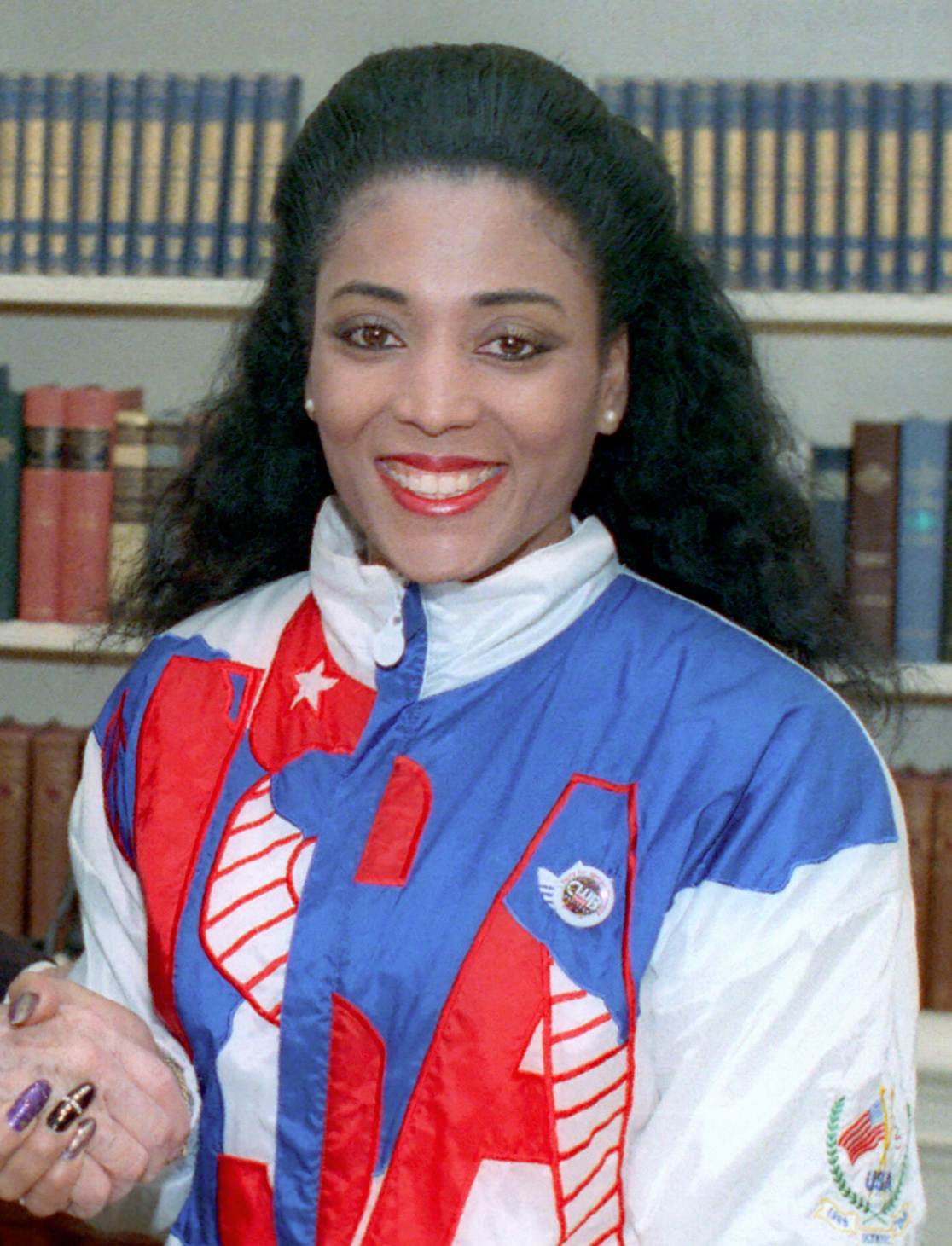
Florence Griffith, später als Florence Griffith-Joyner überaus erfolgreich, belegte Rang vier
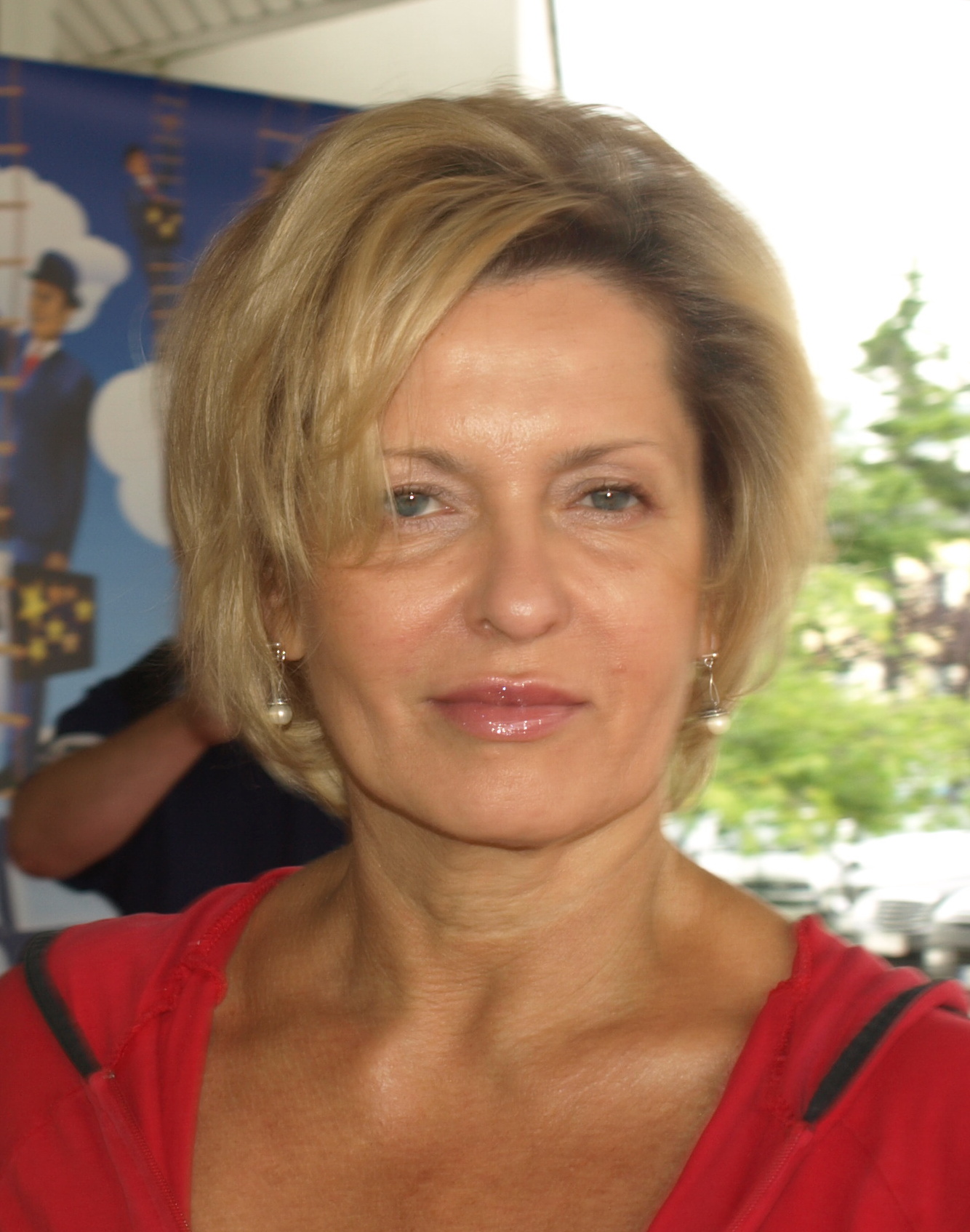
Ewa Kasprzyk (hier im Jahr 2011) kam auf den achten Platz

## Video
- 1983 World Champs 200m Final women auf youtube.com, abgerufen am 11. April 2020